# Sierra de Sulaco
La sierra de Sulaco es una zona montañosa ubicada en los departamentos de Comayagua y Yoro, casi en el centro de Honduras. La sierra, que posee una extensión de unos 60 km de este a oeste, se localiza al este del cordón montañoso de Comayagua.
Debido a la abundancia de precipitaciones en la región, en la sierra nacen numerosos ríos y arroyos, entre los que se cuentan el río Sulaco, río Aguan y el río Yorito, los cuales alimentan cuencas que fluyen en dirección sur. Entre sus montañas se destaca el Pico Píjol (2282 m s. n. m.), que es una de las cumbres más elevadas de Honduras; otros cerros de la sierra son La Peña, Mataderos, Higuero y  Yoro (2,092 m s. n. m.).
Un sector de la sierra se encuentra dentro del Parque nacional Pico Pijol.

## Fauna y flora
La vegetación se destaca por el bosque nublado que cubre parte de la sierra de Sulaco. En el bosque abundan las plantas epifitas, tales como orquídeas, melastomas, helechos y musgos, que se asientan sobre las ramas de árboles. Se pueden observar ejemplares de polipodios que alcanzan los 6 m de altura, y coloridas heliconias y begonias.
La región posee una variada fauna. Entre los mamíferos se destacan  tapires y perezosos. También se encuentran numerosas especies de aves de brillantes colores tales como tucanes, pájaros carpinteros y quetzales. La sierra aloja una importante población de mariposas.